# 日本スポーツマスターズ
日本スポーツマスターズ（にほんスポーツマスターズ）は、日本のスポーツ競技大会である。
1988年から始まった全国健康福祉祭（ねんりんピック）は60歳以上が対象だが、この大会は、原則35歳以上が対象となる（水泳は30歳以上など、競技による）。大会は生涯学習としてのスポーツの定着（即ち生涯スポーツの定着）と、幼児期-高齢者の幅広い層が、おのおのの能力や志向に応じて、スポーツを楽しむ環境づくりを目指すことを謳っているが、本大会では競技性が高い35歳以上の選手が出場し、いわゆる、シニア版国スポとも呼ばれている。2024年からロゴはJAPAN GAMESと共通。その中で、参加者が順位を競いつつもスポーツへ親しみを持ってもらい、スポーツを生涯学習として捉え、その普及・振興と、生きがいある社会形成、健全なる心身の維持と向上に努めることを目指している。
2001年に宮崎県で第1回大会が行われた。

## スポンサー
- 主催 公益財団法人日本スポーツ協会 および開催する各都道府県・市区町村とそれぞれの自治体スポーツ（体育）協会
- 公益補助 JKA競輪収益金補助事業
- 協賛 アシックスジャパン ミズノ 東武トップツアーズ

## 開催競技
水泳、サッカー、テニス、バレーボール、バスケットボール、自転車競技、ソフトテニス、軟式野球、ソフトボール、バドミントン、空手道、ボウリング、ゴルフの計13競技。このうち、自転車競技は2002神奈川大会から、ソフトテニスは2006広島大会、軟式野球は2008高知大会から開催。
過去には陸上競技、綱引きも行われていたが、休止している。

## 開催地
| 回 | 年     | 開催地                                  |
| -- | ------ | --------------------------------------- |
| 1  | 2001年 | 宮崎県                                  |
| 2  | 2002年 | 神奈川県                                |
| 3  | 2003年 | 和歌山県                                |
| 4  | 2004年 | 福島県                                  |
| 5  | 2005年 | 富山県                                  |
| 6  | 2006年 | 広島県                                  |
| 7  | 2007年 | 滋賀県                                  |
| 8  | 2008年 | 高知県                                  |
| 9  | 2009年 | 静岡県                                  |
| 10 | 2010年 | 三重県                                  |
| 11 | 2011年 | 石川県                                  |
| 12 | 2012年 | 高知県                                  |
| 13 | 2013年 | 福岡県北九州市                          |
| 14 | 2014年 | 埼玉県                                  |
| 15 | 2015年 | 石川県                                  |
| 16 | 2016年 | 秋田県                                  |
| 17 | 2017年 | 兵庫県                                  |
| 18 | 2018年 | 札幌市 北海道胆振東部地震のため大会中止 |
| 19 | 2019年 | 岐阜県                                  |
| 20 | 2020年 | 愛媛県 大会中止                         |
| 21 | 2021年 | 岡山県 大会中止                         |
| 22 | 2022年 | 岩手県                                  |
| 23 | 2023年 | 福井県                                  |
| 24 | 2024年 | 長崎県                                  |
| 25 | 2025年 | 愛媛県                                  |
| 26 | 2026年 | 石川県                                  |